# Lamlamoné
Lamlamoné est une localité située dans le département de Bouroum de la province du Namentenga dans la région Centre-Nord au Burkina Faso. 

## Économie
L'économie du village est essentiellement agro-pastorale.

## Éducation et santé
Le centre de soins le plus proche de Lamlamoné est le centre de santé et de promotion sociale (CSPS) de Bouroum tandis que le centre médical (CM) de la province se trouve à Tougouri.